# Monarca crestablau

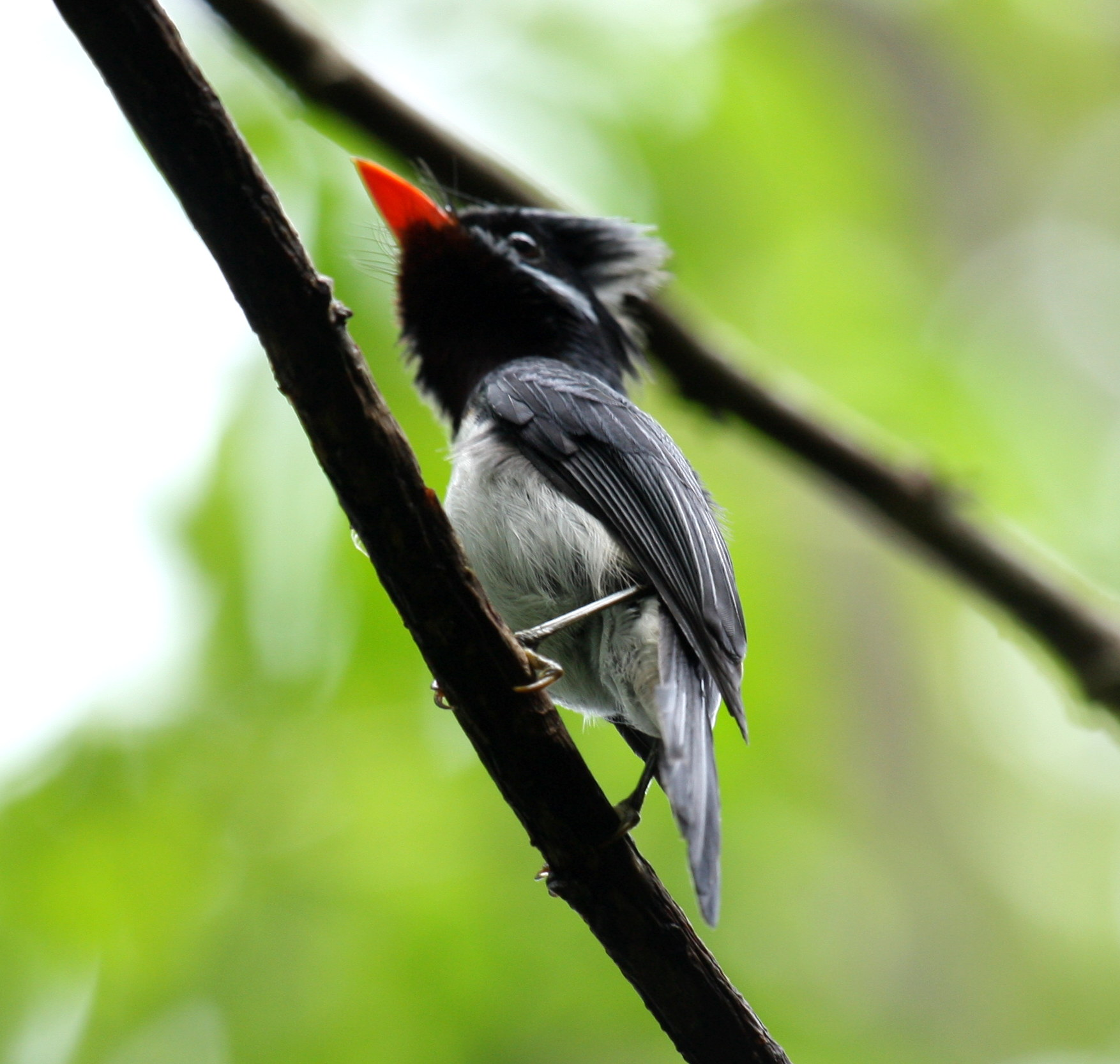
Mascle

El monarca crestablau (Myiagra azureocapilla) és una espècie d'ocell de la família] Monarchidae. És endèmica de l'illa de Taveuni, a l'arxipèlag de les Fiji.

## Taxonomia
Antany es considerava Myiagra castaneigularis part de Myiagra azureocapilla. Actualment es consideren espècies diferents arran treballs com ara Andersen et al. 2015